# 非洲新稻

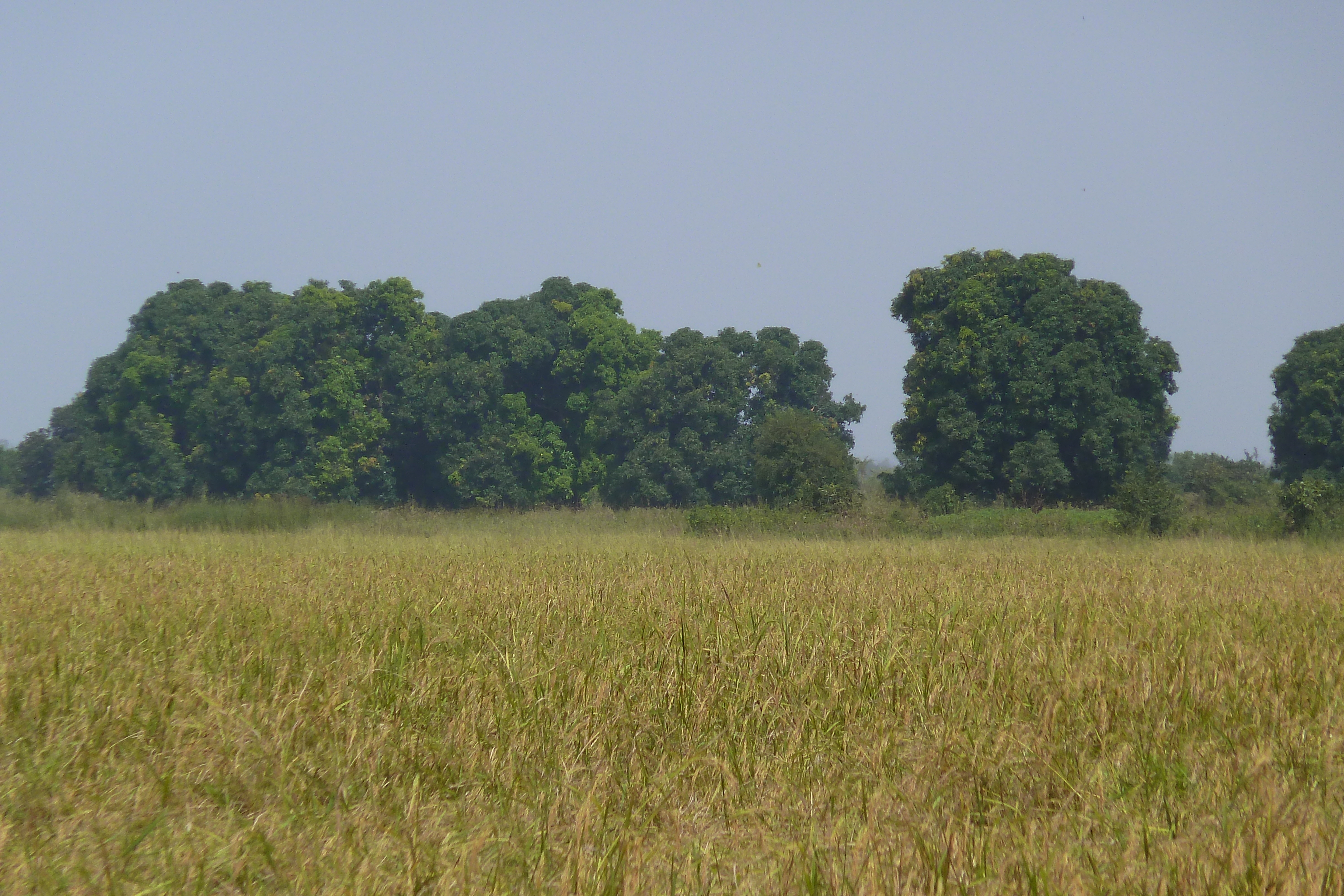
馬利的非洲新稻田

非洲新稻（New Rice for Africa，简称NERICA），是非洲水稻中心研發出，由水稻和非洲稻两种稻屬的雜交種。主要有三種品種：高地品種、低地品種和灌溉品種。
非洲新稻在1992年開始培育，在2007-08年全球糧食價格危機後被進一步推廣。

## 背景
非洲稻在中、西非已被種植約3500年以來，由於是原生物種，它極度適應非洲水土，其耐旱、耐澇、而且競爭力強能自動排擠雜草。但其產量天生偏低，導致後來糧食需求上升後，農民廣泛改種、進口產量較高的亞洲稻。但作為外來種，亞洲稻較不適應非洲，生命力亦不及非洲稻頑強，水需求亦高於非洲稻、導致本來稀缺的水資源更為吃緊。
2007-08年全球糧食價格危機時，非洲各國決定擴大稻米種植以減少進口依賴。

### 培育
非洲新稻研發計畫始於1992年，農學家蒙蒂·瓊斯研究如何將亞洲稻的高產跟非洲稻的適應力結合，非洲新稻在1994年首次被培育出。培育計畫在非洲開發銀行、日本政府與聯合國資助下進行，並在培育成功後嘗試大規模種植。

## 特徵
非洲新稻由水稻（學名：Oryza glaberrima）和非洲稻（學名：Oryza sativa）雜交培育而成，由於不同種無法在自然環境下雜交，故研究團隊使用植物組織培養中胚拯救技術確保雜交種能夠存活。
非洲新稻混合了兩種稻的優點，它如非洲稻能排擠雜草、抗旱，也如亞洲稻產量高、易收割，且蛋白質含量較進口米高。

## 案例
2003年，非洲新稻的高地品種被引進烏干達，作為消除貧困政策的一部分。由於其高產量、成熟期短、抗旱性強，被認為值得在全國推廣種植。一項於2012年發表的研究發現，2004年開始種植非洲新稻的農民中，有一半在2006年時已不再種植。高退出率被認為與多項因素有關，包括農民缺乏貸款與機構支援、稻米作為新引進作物尚未普及，以及優良種子的短缺。然而，該研究也指出，種植非洲新稻的家庭收入有所提升。